# 장덕진 (1898년)
장덕진(張德震, 1898년 ~ 1924년)은 구한말의 독립운동가이다. 건국훈장 독립장을 서훈했다.
독립운동가 겸 언론인으로 활약한 큰형 장덕준과 한국독립당 창당에 참여하여 발기인 성명서 작성을 기초하였다. 그의 둘째 형은 한국민주당 수석총무를 역임하였던 장덕수이다.
장덕진은 상해 임시정부의 행동대원으로 상하이에서 독립운동 자금을 마련하기 위해 중국 카지노를 털다가 사살되었다.